# Josef Flossmann

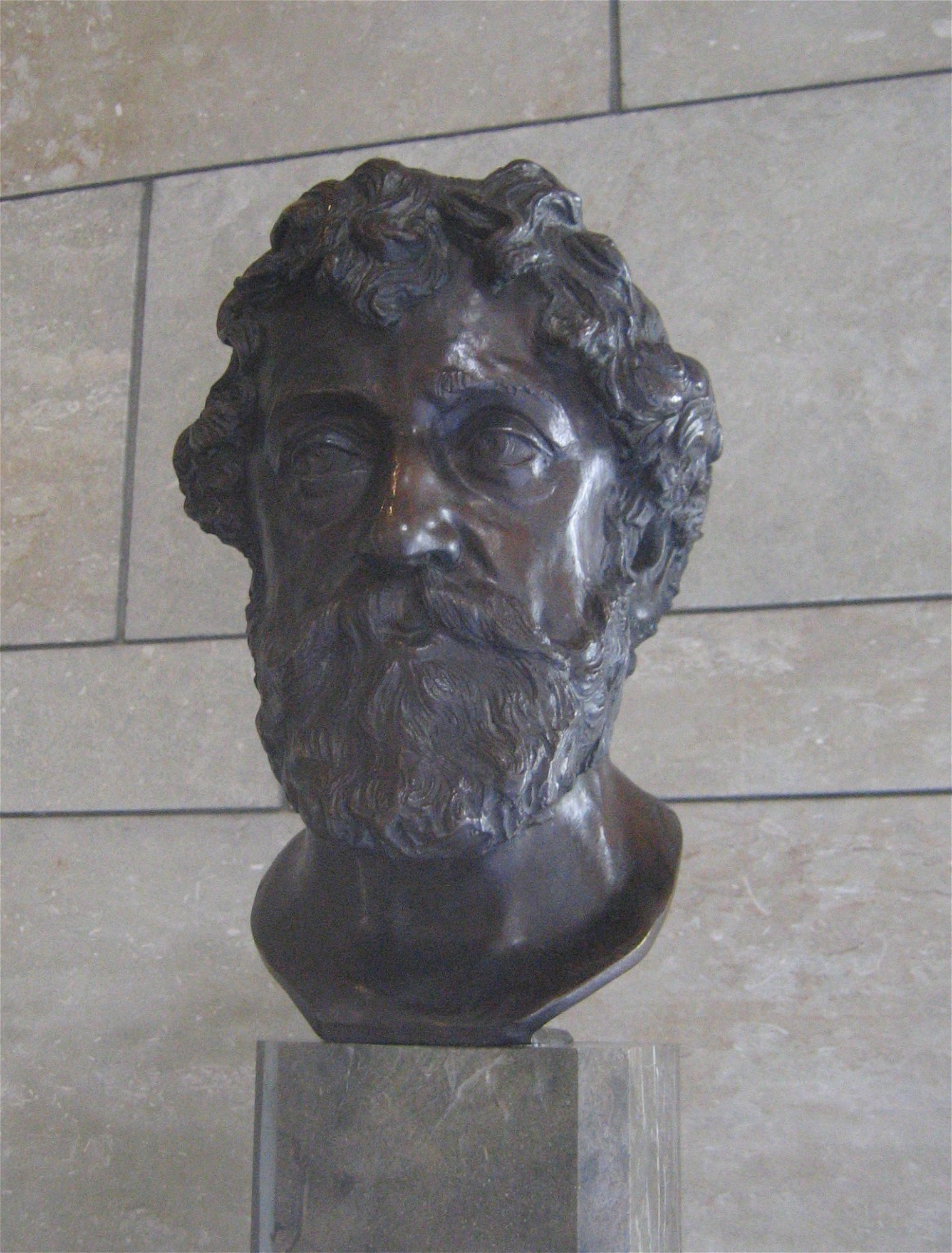
Josef Flossmann
(von Adolf von Hildebrand)

Josef Flossmann (* 19. März 1862 in München; † 20. Oktober 1914 ebenda) war ein deutscher Bildhauer, der in München lebte und arbeitete.

## Leben
Flossmann studierte in München an der Kunstgewerbeschule (1881–1884) bei Anton Hess und an der Kunstakademie (1884–1889) bei Syrius Eberle. Beeinflusst durch die kunsttheoretische Schrift Adolf von Hildebrands Das Problem der Form in der bildenden Kunst (1. Auflage, Baden-Baden / Straßburg 1893), wandte er sich als einer der ersten Künstler des Münchner Kunstkreises bereinigten Formen, geklärten Silhouetten und einer stärkeren Anbindung der Skulptur an die Architektur zu. Besonders als Bauplastiker machte er sich durch die Zusammenarbeit mit Architekten wie Theodor Fischer, Friedrich von Thiersch, Gabriel von Seidl, German Bestelmeyer, Carl Hocheder, Paul Ludwig Troost, Josef Lang und  Alfred Messel einen Namen. 1893 erhielt er auf der Großen Berliner Kunstausstellung eine kleine Goldmedaille.
Josef Flossmann war Gründungsmitglied der Münchner Secession und stellte regelmäßig auf den Ausstellungen dieser progressiven Künstlervereinigung aus. Als Jury-Mitglied der Münchner Secession war er maßgeblich an künstlerischen und ästhetischen Grundsatzfragen beteiligt. 1897 wurde er in die Sachverständigen-Kommission zur Pflege und Führung der Kunst durch den Staat gewählt. Aufgrund seiner herausragenden kunst- und kulturpolitischen Verdienste wurde ihm 1901 der Titel eines königlichen Professors verliehen. 1902 wurde ihm vom Großherzog von Baden der Ritterorden I. Klasse des großherzoglich badischen Ordens vom Zähringer Löwen zuerkannt.
1903 war Hans Flossmann nach der Gründungsversammlung des Deutschen Künstlerbunds in Weimar einer der über 30 direkt gewählten Vorstandsmitglieder. Als Vorgänger von Josef Wackerle war er an der Münchner Kunstgewerbeschule bis zu seinem Tod 1914 als Professor für Bildhauerei tätig. Im Jahr 1906 wurde er zum Ehrenmitglied der Dresdner Kunstakademie ernannt.

## Villa Flossmann
Die Flossmann-Villa in der Marsopstraße 19 in München-Obermenzing weist eine interessante Historie auf. 1905 bis 1909 gebaut, diente die Villa dem Künstler als Atelier- und Wohnhaus. Das Haus wurde auch nach Flossmanns Tod von dessen Nachfahren als Künstlerhaus weiter genutzt. Bedeutende Persönlichkeiten lebten, arbeiteten oder verkehrten zeitweise dort. Zu nennen sind hier Namen wie Hans Osel (Bildhauer), Herbert Peters (Bildhauer), Rolf Nida-Rümelin (Bildhauer), sein Schwiegersohn Josef Erber (Bildhauer), Georg Schrimpf (Maler), Josef Hauzenberger (Maler), Karl Meisenbach (Maler), Wolfgang Znamenacek (Bühnenbildner), Ernst Buchner (Kunsthistoriker), Oskar Maria Graf (Schriftsteller), Rudolf Pfister (Kunsthistoriker), Hans Christian Blech (Schauspieler), Gunnar Möller (Schauspieler), Michael Paryla (Schauspieler), Ruth Drexel (Schauspielerin), Erni Wilhelmi (Schauspieler), Peter Vogel (Schauspieler) etc. Ab 1931 bewohnte der Maler Edgar Ende mit seiner Familie eines der Ateliers. Sein Sohn, der Schriftsteller Michael Ende, will dort laut autobiografischen Aussagen zu seinen späteren Fantasiegeschichten inspiriert worden sein.
Die Floßmannstraße in München-Pasing wurde nach Josef Flossmann benannt.

## Werk
- Eine Mutter, Marmor, 1894, ehem. Glyptothek, seit 1950 vermisst
- Reliefs und weitere Bauplastik am Bismarckturm bei Assenhausen, 1896–1899, Architekt Theodor Fischer
- Gewappnete Giebelfiguren am Bayerischen Nationalmuseum in München, 1897, Architekt Gabriel von Seidl
- Portalgestaltung der Volksschule an der Haimhauserstraße in München, 1897, Architekt Theodor Fischer
- Reiherbrunnen in der Au in München, 1899, mit Architekt Theodor Fischer
- Fassadengestaltung des Müllerschen Volksbades in München, 1897–1901, Architekt Carl Hocheder
- Bauplastik der Villa Benno Becker in München, 1902–1905, Architekt Paul Ludwig Troost
- Fassadengestaltung des Karlsgymnasiums in Pasing, 1910
- Bismarck-Brunnen in Pasing, 1911
- Bismarck-Denkmal in Nürnberg, 1911–1914, mit Architekt Theodor Fischer
- Josephinenbrunnen in der Gönneranlage in Baden-Baden